# マテリアル・クライシス
『マテリアル・クライシス』は、仁木健による日本のライトノベル。イラストは瑚澄遊智が担当。第7回スニーカー大賞奨励賞受賞作。角川スニーカー文庫（角川書店）より2003年5月から2004年4月まで刊行された。

## あらすじ
科学の発展と共に、誰でもちょっとした魔法を使えるようになった近未来の日本を舞台にして、特殊テロ犯罪に魔術捜査官・和宏と新米捜査官・中学生のこころのコンビが奮闘する。

## 登場人物
時野和宏
素質を秘めているがへっぽこな魔術捜査官。顔はそこそこ良い。
松永心
新人の魔術捜査官。童顔で小柄なため髪型がポニーテールの中学生にしか見えない。
無意識魔法によって髪が動き、あだ名が「しっぽ」と呼ばれている。髪を下すと印象が変わるが、気を張っていないと無意識魔法による動きがホラー作品の様になる。
戸田弓子
和宏の義理の姉。
「赤い風」
テロ請負人。第1巻に登場。

## 用語
魔術（マナ）
魔術製品（プロダクト）
総合魔術理論によって発明された製品。
これにより魔術が使用できるようになった。
魔術捜査官
高度犯罪に魔術で対抗するスペシャリスト。
総合魔術理論
科学による魔術。

## 評価
第7回スニーカー大賞にて奨励賞を受賞した（受賞時のタイトルは「魔術都市に吹く赤い風」）。同賞で審査員を務めたあかほりさとる、藤本ひとみ、水野良は本作について以下のように評している。

## 既刊一覧
- 仁木健（著）・瑚澄遊智（イラスト） 『マテリアル・クライシス』 角川書店〈角川スニーカー文庫〉、全3巻
  1. 「MISSION しっぽとテロリスト」2003年5月30日発売[3]、ISBN 4-04-429501-8
  2. 「MISSION しっぽとコンピュータウイルス」2003年10月31日発売[4]、ISBN 4-04-429502-6
  3. 「MISSION しっぽとパンドラの剣」2004年3月31日発売[5]、ISBN 4-04-429503-4